# 僕らのごはんは明日で待ってる
『僕らのごはんは明日で待ってる』（ぼくらのごはんはあしたでまってる）は、瀬尾まいこによる日本の恋愛小説。

## 書籍情報
- 単行本：幻冬舎、2012年4月25日発売、ISBN 978-4-34-402170-9
- 文庫：幻冬舎、2016年2月24日発売、ISBN 978-4-34-442450-0

## 映画
2017年1月7日に公開。監督は市井昌秀、主演は中島裕翔。

### キャスト
- 葉山亮太：中島裕翔[2][3]
- 上村小春：新木優子[2][3]
- 鈴原えみり：美山加恋[4]
- 塚原優介：岡山天音[4]
- 山崎真喜子：片桐はいり[4]
- 上村芽衣子：松原智恵子[4]
- 安藤美生：松岡佑実

### スタッフ
- 原作：瀬尾まいこ『僕らのごはんは明日で待ってる』（幻冬舎文庫）
- 監督・脚本：市井昌秀[4]
- 音楽：兼松衆[5]
- 主題歌：ケツメイシ「僕らのために…」（avex trax）[6]
- エグゼクティブプロデューサー：豊島雅郎、藤島ジュリーK.[7]
- プロデューサー：荒木美也子、宇田川寧[4]
- アソシエートプロデューサー：大楠正吾[7]
- ラインプロデューサー：的場明日香[7]
- 撮影：関将史[5][7]
- 照明：岩切弘治[7]
- 録音：西條博介[7]
- 美術：塚本周作[7]
- 装飾：松葉明子[7]
- スタイリスト：西留由起子[7]
- ヘアメイク：橋本申二[7]
- 視覚効果：松本肇[7]
- 編集：相良直一郎[7]
- スクリプター：杉本友美[7]
- 音響効果：渋谷圭介[7]
- 制作担当：高橋輝光、堀田剛史[7]
- 助監督：山本透[7]
- 制作プロダクション：ダブ[7]
- 配給：アスミック・エース[4][7]
- 企画・制作：アスミック・エース、ダブ[7]
- 製作：「僕らのごはんは明日で待ってる」製作委員会（アスミック・エース、ジェイ・ストーム、幻冬舎、ソニー・ミュージックエンタテインメント、ダブ）[7]

## 漫画
同名タイトルのコミカライズ作品が、コミック本と配信で販売された。作画は糸谷良子が担当。
コミック本
- 僕らのごはんは明日で待ってる（2016年11月24日、バーズコミックス スペシャル）※ ウェブコミック配信サイト「デンシバーズ」でも配信